# Quintparallele
Unter Quintparallelen versteht man in der Musiktheorie zwischen zwei verschiedenen Stimmen auftretende und parallel nach oben oder unten laufende Quinten. Wenn es um Ge- und Verbote der Musiktheorie geht, werden damit allerdings meist nur die Grundtonquintparallelen gemeint (siehe unten).
Grund für das „Verbot“ war ursprünglich, ähnlich wie bei Oktavparallelen, der besonders hohe Verschmelzungsgrad des Quintintervalls, welches die Selbst- bzw. Eigenständigkeit der Stimmen zu gefährden droht. Die musikästhetische Ansicht auf Quintparallelen und auch deren generelle Anwendung war über lange Zeit einem äußerst starken Wandel unterworfen, was auch anhand eines Partiturstudiums aus Musikgattungen verschiedener Epochen deutlich wird. 
Bei nicht erlaubten Quintparallelen kann es sich sowohl um reine als auch um verminderte Quinten handeln, die jeweils in eine reine Quinte weiterschreiten, wie der folgende, aus Felix Draesekes Die Lehre von der Harmonia in lustige Reimlein gebracht entnommene Merksatz formuliert: „Rein – vermindert: Ungehindert! Vermindert – rein: Das lass sein!“
Neben diesen sogenannten offenen Quintparallelen gibt es auch verdeckte Quintparallelen. Diese entstehen dann, wenn beide Stimmen parallel (hier nur in einer gemeinsamen Auf- oder Abwärtsbewegung) in eine Quinte hineinlaufen. Eine Ausnahme liegt aber zum Beispiel vor, wenn die obere Stimme sich dabei in Ganzton- oder Halbtonschritten nach oben oder unten bewegt. Ebenfalls erlaubt sind verdeckte Quintparallelen, wenn sie benötigt werden, um ein Stück mit einem auf einer Fermate gesetzten vollständigen Akkord zu beenden.
Schon in Zeiten der Wiener Klassik bildeten die sogenannten Mozart-Quinten einen erlaubten Ausnahmefall. Vor allem aber wurde das „Verbot“ der Führung paralleler Quinten ab der Spätromantik von vielen Komponisten zunehmend missachtet (siehe bspw. Edvard Grieg oder Franz Liszt). Genauso sind direkte bzw. offene Quintparallelen auch in heutigen Stilen wie der Pop-, Rock-, Jazz- und Filmmusik häufig anzutreffen, ja teilweise nahezu stilprägend (siehe Powerchords).

## Grundtonquintparallelen
Meistens beziehen sich tonsetzerische Gebote der dur-moll-tonalen Musik nicht umfassend auf alle möglichen Quintparallelen, sondern vielmehr auf Grundtonquintparallelen. Das bekannte „Verbot“ der Quintparallelen bezieht sich in diesem Fall nur auf solche, die von einem zum nächsten Akkord fortschreiten und wenn dabei der Grundton in den Grundton und der Quintton in den Quintton geführt wird.
Es gibt jedoch auch viele Situationen, in denen das reine Aufeinanderfolgen eines Quintintervalls in den gleichen Stimmen nicht „verboten“ ist, beispielsweise wenn ein Subdominant-Sextakkord (S6) mit erstarrtem Septvorhalt vor der Sexte (mit ebendiesem im Sopran) nicht aufgelöst wird, sondern direkt abwärts in die Dominante geführt wird. Es entsteht eine Quintparallele von Subdominant-Septimton zum Dominant-Quintton sowie von der Subdominant-Terz zum Dominant-Grundton. Beide Stimmen wechseln somit ihre Funktion.
Ein Beispiel für eine solche erlaubte Quintparallele in einer C-Dur-Kadenz ist in dem Bild dargestellt. Der nicht aufgelöste Septvorhalt vor der Sexte des Subdominant-Quintsextakkords führt zu einer nicht „verbotenen“ Quintparallele, wenn zur Dominante fortgeschritten wird.